# 크레타국
크레타국(그리스어: Κρητική Πολιτεία 크리티키 폴리티아[*])은 서방 열강들이 크레타섬에 개입하면서 1898년에 건국한 나라이다. 1897년에 크레타에서 반란이 일어나면서 오스만 제국이 그리스에 전쟁을 선언하게 되자 영국, 프랑스, 이탈리아, 러시아가 오스만 제국이 그리스에서 영향력을 유지해서는 안된다는 이유로 간섭하였다. 이후 크레타국은 그리스에 통합되었다.